# نیل گرلز
نیل گرلز (انگلیسی: Neil Gehrels; ۳ اکتبر ۱۹۵۲ – ۶ فوریهٔ ۲۰۱۷) دانشمند، استاد، مربی، پدیدآور اهل ایالات متحده آمریکا بود.
وی همچنین برندهٔ جوایزی همچون نشان هنری دراپر شده‌است.